# Mbutha Bay
Mbutha Bay är en vik i Fiji.   Den ligger i divisionen Norra divisionen, i den nordöstra delen av landet, 220 km nordost om huvudstaden Suva.